# Luigi Filippo Benedettini
Luigi Filippo Benedettini (Roma, 23 dicembre 1898 – Roma, 23 settembre 1978) è stato un militare e politico italiano.

## Biografia
Nacque da Orlando Benedettini ed Enrichetta Forlivesi.
Fu Presidente dell'Unione Monarchica Italiana durante l'esilio di Umberto II e conte.
Sposò Maria Luigia Mattias, con la quale ebbe un figlio: Luciano Benedettini, nato il 7 giugno 1920.